# Надрхал, Владимир
Владимир Надрхал (чеш. Vladimír Nadrchal, 4 марта 1938, Пардубице, Протекторат Богемии и Моравии) —  чехословацкий хоккеист, вратарь. Серебряный призёр Олимпийских игр 1968 года, бронзовый призёр Олимпийских игр 1964 года, пятикратный призёр Чемпионатов мира, восьмикратный чемпион Чехословакии, трёхкратный обладатель Кубка европейских чемпионов.

## Биография
Владимир Надрхал начал игровую карьеру в 1955 году в команде «Пардубице». В 1957 году перешёл в клуб «Руда Гвезда Брно», в котором провёл 18 лет. За это время он стал восьмикратным чемпионом Чехословакии, четырёхкратным серебряным и двукратным бронзовым призёром чехословацкой лиги, а также три раза выигрывал кубок европейских чемпионов. Завершил карьеру в 1976 году, последний сезон играл во второй чехословацкой лиге за «Простеёв».
С 1956 по 1968 год выступал за сборную Чехословакии.Участник ЧМЕ1958-1961, 1964, 1965, 1967, 1968. ЗОИ 1960, 1964 И 1968. В составе сборной становился серебряным призёром Олимпийских игр 1968 года в Гренобле, бронзовым призёром Олимпийских игр 1964 года в Инсбруке, чемпионом Европы 1961 года, а также 5 раз завоёвывал медали чемпионатов мира (3 серебряные и 2 бронзовые награды).
Владимир Надрхал стал первым чехословацким вратарём, который стал играть в пластиковой маске. Это произошло на чемпионате мира 1961 года.
После окончания игровой карьеры стал тренером. С 1975 по 2011 год тренировал команды «Тршебич», «Оломоуц» и «Комета».
6 мая 2010 года принят в зал славы чешского хоккея.

## Достижения

### Командные
Серебряный призёр Олимпийских игр 1968
 Бронзовый
призёр Олимпийских игр 1964
 Серебряный призер чемпионата мира 1961
 Серебряный призёр чемпионатов мира и Европы 1965, 1968
 Бронзовый призёр чемпионата мира 1959, 1964
 Чемпион Европы 1961
 Бронзовый призер чемпионата Европы 1958, 1964 и 1967
 Трёхкратный обладатель кубка европейских чемпионов 1966—1968
 Восьмикратный чемпион Чехословакии 1958, 1960—1966
 Серебряный призёр чемпионатов Чехословакии 1959, 1968, 1969 и 1971
 Бронзовый призёр чемпионата Чехословакии 1967 и 1970

### Личные
- Лучший вратарь чемпионата мира 1958
- Член зала славы чешского хоккея (с 04.11.2008 г.)

## Статистика
- Чемпионат Чехословакии — 499 игр
- Сборная Чехословакии — 65 игр
- Всего за карьеру — 564 игр